# タイガー&ドラゴン (曲)
「タイガー&ドラゴン」（タイガー アンド ドラゴン）はクレイジーケンバンド5枚目のシングル。2002年12月4日発売。発売元はサブスタンス。6thシングル「クリスマスなんて大嫌い!! なんちゃって♥」と同日発売。2005年4月27日、同名テレビドラマのオープニングテーマとして廉価版で再発された。

## 概要
元々この曲は横山剣が「和田アキ子に歌って欲しい」という思いで作曲、シングルとして発売した際にはあたかも和田が歌っているかのようにレコーディングされた。その後、本当に和田が横山のプロデュースでこの歌を歌うことになった（2003年6月11日発売のシングル「ルンバでブンブン」収録）。
この曲の特徴でもある大サビのリフレインは、レコーディング・エンジニアが『俺の』というフレーズを確認するため何度も繰り返し聴いていたのを見ていた横山が、そのまま『俺の』を繰り返して後のフレーズに繋ぐよう求めたという、いわば“偶然の閃きの産物”とのこと。
MV監督は信藤三雄（ジャケットも担当）。2005年には野村賢一がNEW Ver.を製作している。

## 収録曲
全作詞・作曲：横山剣
編曲：横山剣・小野瀬雅生（5以外）池田正典（5）
1. タイガー&ドラゴン(4:09)[2]
2. ヨコスカン・ショック(5:15)[2]
3. ファイアー・クラッカー(5:01)[2]
4. eye catch(虎)(0:03)[2]
5. アメ車と夜と本牧と[Mo'Mansfield Roc Mix](4:48)[2]
6. eye catch(龍)(0:04)[2]
7. タイガー&ドラゴン[Karaoke](4:09)[2]
8. ヨコスカン・ショック[Karaoke](5:15)[2]
9. ファイアー・クラッカー[Karaoke](5:00)[2]

## 収録アルバム
- オリジナル『Soul Punch』（2005年7月6日）
  - シングルではフェイドアウトされる後奏を収録した完全版。
- ベスト『CKBB - OLDIES BUT GOODIES』（2004年3月3日）
- ベスト『iTunes Originals - クレイジーケンバンド』（2006年1月11日）[4]
  - iTunes Originals Version（ライブバージョン）を収録。
- ベスト『クレイジーケンバンド・ベスト 鶴』（2010年2月24日）
- ベスト『CRAZY KEN BAND ALL TIME BEST 愛の世界』（2017年8月2日）

## カバー
- 大西ユカリと新世界（ミニアルバム『五曲入』、2003年）
- 和田アキ子（シングル「ルンバでブンブン」のC/W、2003年）- 上記の通り横山がプロデューサーとなっている。
- RIKI（シングル「魁!ミッドナイト」のC/W、2007年）- 舞台を大阪に移し、大阪弁にするなど歌詞を改変している。
- 甲斐よしひろ（アルバム『TEN STORIES 2』、2008年）
- 桑田佳祐（ライブビデオ『昭和八十三年度!ひとり紅白歌合戦』、2009年）
- 山内惠介（アルバム『ライブカバーアルバム「惠音楽会」ポップス・歌謡編』、2016年）
- 天童よしみ（カバーアルバム『VOICE（ヴォイス）』、2018年）

## タイアップ
- タイガー&ドラゴン
  - TBS系列
    - 「COUNT DOWN TV」2002年12月度エンディングテーマ
    - 「タイガー&ドラゴン」オープニングテーマ

  - テレビ東京系「くだまき八兵衛X」オープニングテーマ
  - ニッポン放送「松本ひでおのショウアップナイターネクスト」2006年度テーマソング
  - 福島放送「でんきくらげとしびれふぐ」（2003年）オープニングテーマ
  - 日本テレビ系列「ZIP!」俺の傘予報のコーナーのテーマ